# قاناق
قاآناق (به لاتین: Qaanaaq) یک منطقهٔ مسکونی در گرینلند است که در آواناتا واقع شده‌است. قاآناق ۶۴۶ نفر جمعیت دارد.